# Río Presidente Ríos
El río Presidente Ríos es un curso natural de agua en la Región de Aysén que nace como desagüe del lago Presidente Ríos en su brazo noreste, fluye con dirección general noreste y desemboca en el estero Thomson que lleva sus aguas al estero Barros Arana.
El río Presidente Ríos servía como conexión fluvial entre las aguas al norte y al sur de la península de Taitao. Desde el sur los Chonos remontaban el río San Tadeo, ingresaban al río Negro, y desde él, podían elegir dos vías hacia el norte. La primera, la más conocida en los relatos de los exploradores, consistía en arrastrar las dalcas hacia el oeste por cerca de 2 km hasta la laguna San Rafael. La otra opción, era navegar hacia el oeste hacia el origen del río Negro, arrastrar las canoas hasta el brazo sureste del lago Presidente Ríos para salir hacia el norte por su emisario, el río Presidente Ríos y continuar por el estuario Thomson y luego el Barros Arana hacia el norte.
Esta conexión se desprende del relato de John Byron sobre la travesía de los náufragos de la fragata HMS Wager. Varios autores han observado que en el relato de Byron no aparecen los témpanos de hielo tan característicos de la laguna de San Rafael y que su navegación por un lago fue mucho más larga que la habitual del cruce a través de la laguna San Rafael.
Según Vásquez Caballero la distancia por la que se debían arrastrar las canoas, entre el río Negro y el lago Presidente Ríos, era de 8,58 km.: 19 